# 日下紗矢子
日下 紗矢子（くさか さやこ、1979年 - ）は、日本のクラシック音楽のヴァイオリニスト。

## 略歴
1979年、兵庫県生まれ。1994年、東京芸術大学音楽学部附属音楽高等学校に入学し、清水高師に師事。1997年、東京芸術大学に入学。2001年3月にデビューリサイタルを開き、大学を首席で卒業。2001年10月、ダラスの南メソジスト大学に留学し、エドワルド・シュミーダーに師事。2006年よりフライブルク音楽大学へ文化庁派遣芸術家在外研修員として留学し、ライナー・クスマウルに師事。2008年よりベルリン・コンツェルトハウス管弦楽団（旧東ベルリンのベルリン交響楽団）の第1コンサートマスターを務める。2009年、ベルリン・コンツェルトハウス室内管弦楽団のリーダーに就任。帰国後、2013年4月、読売日本交響楽団コンサートマスターに就任。実姉はピアニストの日下知奈。

## 受賞歴
- 1995年 - 第5回イフラ・ニーマン国際ヴァイオリン・コンクール第1位
- 1995年 - 第3回フリアン・ガヤレ＝パブロ・サラサーテ国際声楽およびヴァイオリンコンクール第4位
- 1995年 - 京都芸術祭奨励賞
- 1997年 - エリザベート王妃国際音楽コンクール入賞
- 1997年 - 第7回ABC新人コンサート・オーディション合格[1]
- 1997年 - 東京芸術大学から福島賞
- 1998年 - ミケランジェロ・アバド国際ヴァイオリン・コンクールで1位なしの第2位
- 1998年 - 青山音楽賞
- 1999年 - 大阪芸術祭奨励賞
- 2000年 - 第47回パガニーニ国際コンクール第2位
- 2000年 - 日本音楽コンクール第1位
- 2000年 - 第8回シベリウス国際ヴァイオリン・コンクール第3位
- 2000年 - 東京芸術大学から安宅賞
- 2002年 - 第21回ロドルフォ・リピツァー賞国際ヴァイオリン・コンクール第1位[2]
- 2005年 - 音楽クリティック・クラブ奨励賞[3]
- 2008年 - 出光音楽賞
- 2013年3月 - ミュージックペンクラブ音楽賞クラシック部門ベストアーティスト賞[4]

## ディスコグラフィー
- 「Solo Violin」（2008年11月20日）
- 「Return To Bach」（2013年3月6日） - 平成25年度（第68回）文化庁芸術祭レコード部門優秀賞[5]